# Joseph Luc André Bouchard

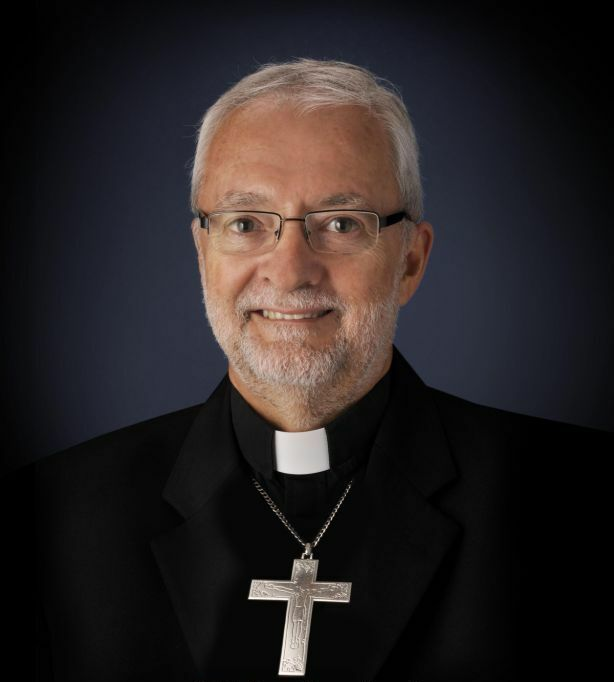
Luc Bouchard (2012)

Bischofswappen von Luc Bouchard

Joseph Luc André Bouchard (* 18. November 1948 in Cornwall) ist ein kanadischer Geistlicher und emeritierter römisch-katholischer Bischof von Trois-Rivières. 

## Leben
Joseph Luc André Bouchard empfing am 24. Juni 1983 die Priesterweihe.
Papst Johannes Paul II. ernannte ihn am 8. September 2001 zum Bischof von Saint Paul in Alberta. Die Bischofsweihe spendete ihm der Erzbischof von Toronto, Thomas Christopher Collins, am 9. November desselben Jahres; Mitkonsekratoren waren Émilius Goulet PSS, Erzbischof von Saint-Boniface, und Eugène Philippe LaRocque, Bischof von Alexandria-Cornwall. Als Wahlspruch wählte er Ut Vitam Habeant.
Am 2. Februar 2012 wurde er zum Bischof von Trois-Rivières ernannt und am 26. März desselben Jahres in das Amt eingeführt. Papst Franziskus nahm am 25. Januar 2021 das von Bouchard vorgebrachte Rücktrittsgesuch an.